# Isabel Segura i Soriano
Pour les articles homonymes, voir Segura (homonymie) et Soriano (homonymie).
 (août 2025).
Isabel Segura i Soriano, née à Barcelone en 1954, est une historienne et universitaire espagnole, spécialiste de l'histoire des femmes.

## Biographie

### Origines
Isabel Segura i Soriano naît en 1954 à Barcelone, en Espagne.

### Parcours littéraire
Dans ces premiers livres, Isabel Segura i Soriano évoque la défense des droits et de la condition féminine, notamment sous la dictature franquiste malgré la censure.
L'histoire, la littérature et l'urbanisme sont ses centres d'intérêts. Elle est l'une des biographes de Clotilde Cerda et étudie l'histoire de la revue catalane Feminal.
En 2019, elle publie le livre Barcelona feminista 1975-1988, qui documente le renouveau des droits des femmes sous la Transition démocratique après la mort du dictateur Francisco Franco et qui influence les Jornades Catalanes de la Dona en 1976. 